# Josef Novák (1900)
Josef Novák (Kladno, 20 ottobre 1900 – 1974) è stato un calciatore cecoslovacco, di ruolo attaccante.

## Carriera

### Nazionale
Il 30 maggio del 1924 debutta a Parigi contro la Svizzera (0-1).